# The Baseball Project
The Baseball Project è un supergruppo musicale fondato nel 2007 da Steve Wynn, già leader dei The Dream Syndicate, Peter Buck e Scott McCaughey con Linda Pitmon alla batteria.
Wynn e McCaughey, che già suonava con Buck nei Minus 5, durante la cerimonia di introduzione dei R.E.M. nella Rock and Roll Hall of Fame invitarono Peter Buck per una jam, da lì nacque il progetto ispirato dal mondo del baseball che portò alla pubblicazione di un primo album Volume 1: Frozen Ropes and Dying Quails nel 2008, seguito dall'EP Homerun EP del 2009.
Parteciparono come commentatori alla stagione di baseball 2010-2011 per la rete ESPN.com. Ogni mese resero disponibili in download gratuito un brano frutto di queste partecipazioni. I brani sono stati raccolti nell'album The Broadside Ballads.
Nel 2011 i componenti del gruppo si riunirono per nuove registrazioni. Venne pubblicato, sempre nel 2011, il secondo capitolo ufficiale Volume 2: High and Inside, che fu seguito da un breve tour.

## Discografia

### Album
- 2008 - Volume 1: Frozen Ropes and Dying Quails (Yep Roc)
- 2011 - Volume 2: High and Inside (Yep Roc)
- 2011 - The Broadside Ballads (Book Records)
- 2014 - 3rd (Yep Roc)

### EP
- 2009 - Homerun EP (Yep Roc)